# Ann David-Antoine
Ann David-Antoine (sinh ngày 6 tháng 7 năm 1949) là một chính trị gia, y tá và nữ hộ sinh người Grenada. Bà  đã từng là Bộ trưởng Bộ Y tế, An sinh Xã hội, Môi trường và Quan hệ Giáo hội của hòn đảo, và là một Công lý của Hòa bình. David-Antoine là một thành viên của Đảng Quốc gia Mới, và phục vụ cũng như một công lý của hòa bình. Bà đã giảng dạy trong các nghiên cứu sức khỏe tại Uxbridge College.